# Amas du Centaure
L’amas du Centaure, synonyme de A3526, ACO 3526 ou encore Abell 3526, est un amas de galaxies comprenant plusieurs centaines de galaxies, situé approximativement à 155 millions d'années-lumière dans la constellation du Centaure.
La galaxie la plus brillante est la galaxie elliptique NGC 4696 (magnitude apparente de 11 environ). L'amas du Centaure fait partie du superamas de l'Hydre-Centaure comme l'amas de l'Hydre et l'amas IC 4329.